# Heeb Magazin
Heeb – The New Jewish Review war eine in New York City erscheinende englischsprachige Zeitschrift, die mittlerweile nur noch in Blog-Form existiert. Das 2001 in Brooklyn gegründete Medium versteht sich als ein popkulturelles Magazin und artikuliert ein neues jüdisches, selbstironisches und reflektiertes Selbstverständnis, jenseits von Religion, Holocaustliteratur und Folklore.
Der Begriff Heeb war in der ersten Hälfte des 20. Jahrhunderts ein antijüdisches Schimpfwort, vergleichbar mit dem Ausdruck Negro oder Nigger für Afro-American (Afroamerikaner). Als provokative Umdeutungen des bedeutungsverschlechternden Begriffs kann es als ein Kunstwort verstanden werden, zusammengesetzt aus Hebrew und Hip, einen „hippen Juden“.
Heeb geht es um eine Reflexion der zeitgenössischen jüdischen Kultur. In vielen Artikeln wird selbstironisch und bisweilen provokativ mit Stereotypen rund um das Judentum und die jüdische Gesellschaft gespielt.
Inhaltliche Schwerpunkte der Publikation sind Subkultur, Kulturindustrie, TV, Radio, Musik, Film und Kunst; Zielgruppe ist ein junges, urbanes, links-anarchistisches, säkulares Publikum.
Heeb erntete positive Reaktionen in großen Medien der USA – von New York Times bis CNN. Die unkonventionelle Art, mit der die Heftmacher mit den komplexen Themen der jüdischen Identitätsdebatte umgehen, wurde gelobt.